# Lijst van prefecten voor Instituten van Gewijd Leven en voor Gemeenschappen van Apostolisch Leven

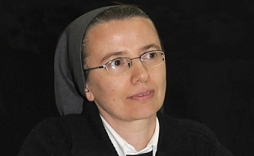
Simona Brambilla, prefect sinds 2025

Onderstaand volgt een lijst van prefecten van de dicasterie voor Instituten van Gewijd Leven en voor Gemeenschappen van Apostolisch Leven, een orgaan van de Romeinse Curie.
| Heilige Congregatie van Religieuzen                                                       | Heilige Congregatie van Religieuzen   |
| ----------------------------------------------------------------------------------------- | ------------------------------------- |
| 1908-1913                                                                                 | José Calassanç Vives y Tuto O.F.M.Cap |
| 1913-1915                                                                                 | Ottavio Cagiano de Azevedo            |
| 1916                                                                                      | Domenico Serafini O.S.B.              |
| 1916-1917                                                                                 | Diomede Falconio O.F.M.               |
| 1917-1918                                                                                 | Giulio Tonti                          |
| 1918-1920                                                                                 | Raffaele Scapinelli di Leguigno       |
| 1920-1922                                                                                 | Teodoro Valfre di Bonzo               |
| 1922-1928                                                                                 | Camillo Laurenti                      |
| 1928-1935                                                                                 | Alexis Lépicier O.S.M.                |
| 1935-1943                                                                                 | Vincenzo Lapuma                       |
| 1945-1950                                                                                 | Luigi Lavitrano                       |
| 1950-1953                                                                                 | Clemente Micara                       |
| 1953-1963                                                                                 | Valerio Valeri                        |
| 1963-1967                                                                                 | Ildebrando Antoniutti                 |
| Heilige Congregatie voor de Religieuzen en Seculiere Instituten                           |                                       |
| 1967-1973                                                                                 | Ildebrando Antoniutti                 |
| 1973-1975                                                                                 | Arturo Tabera Araoz C.M.F.            |
| 1975-1984                                                                                 | Eduardo Francisco Pironio             |
| Congregatie voor de Religieuzen en Seculiere Instituten                                   |                                       |
| 1984-1988                                                                                 | Jean Jérôme Hamer OP                  |
| Congregatie voor Instituten van Gewijd Leven en voor Gemeenschappen van Apostolisch Leven |                                       |
| 1988-1992                                                                                 | Jean Jérôme Hamer OP                  |
| 1992-2004                                                                                 | Eduardo Martínez Somalo               |
| 2004-2011                                                                                 | Franc Rode CM                         |
| 2011-2022                                                                                 | João Braz de Aviz                     |
| Dicasterie voor Instituten van Gewijd Leven en voor Gemeenschappen van Apostolisch Leven  |                                       |
| 2022-2025                                                                                 | João Braz de Aviz                     |
| 2025-heden                                                                                | Simona Brambilla I.S.M.C.             |